# Alexander Wassiljewitsch Petruschewski
Alexander Wassiljewitsch Petruschewski (russisch Александр Васильевич Петрушевский; * 27. Septemberjul. / 9. Oktober 1898greg. am Bahnhof Luninez, Russisches Kaiserreich; † 21. Oktober 1976 in Moskau, Sowjetunion) war ein sowjetischer Generaloberst (1954) und Held der Sowjetunion (1944).

## Leben
Petruschewski wurde 1898 in Luninez (Gouvernement Grodno im Russischen Kaiserreich, heute in Belarus) in der Familie eines Eisenbahnarbeiters geboren und absolvierte die höhere Schule. 1915 trat er der zaristischen Armee bei, im folgenden Jahr 1916 absolvierte er als Fahnenjunker der Nikolajewsker Infanterieschule und nahm am Ersten Weltkrieg teil, wo er den Rang eines Leutnants erreichte.

### In der Roten Armee
Im Sommer 1918 war er der Roten Armee beigetreten und nahm am Russischen Bürgerkrieg teil. Er befahl nacheinander eine Schützenkompanie, ein Bataillon und ein Regiment an der Südfront, wobei er verwundet wurde. Nach dem Bürgerkrieg befehligte er seit 1922 ein Bataillon und wurde dann den Chef von Spezialeinheiten zur Bekämpfung der Partisanen in der Provinz Brjansk. 1923 absolvierte er im Rahmen des III. internationalen Komintern die Höhere taktische Infanterieschule für Kommandeure. 1927/28 absolvierte er die Frunse-Militärakademie. Ab Juli 1928 war er Chef der Operationsabteilung im Hauptquartier der 34. Schützen-Division und ab November 1930 Chef des Hauptquartiers der 19. Schützen-Division. Seit Dezember 1931 war er Kommandeur des Schieß- und Taktikkurs „Wystrel“ der Komintern. Im Mai 1932 wurde er Leiter der taktischen Kurse für das Führungskader der motorisierten Truppen der Roten Armee. Ab April 1934 fungierte er als Lehrer für Taktik der mechanisierten Truppen und ab Juli 1934 leitete er die Abteilung für mechanisierte Truppen an der Frunse-Militärakademie. Am 14. August 1935 wurde er zum Stabschef der 20. Schützen-Division ernannt. 1938 absolvierte er die Militärakademie des Generalstabs und wurde im Januar dieses Jahres zum stellvertretenden Stabschef des Belarussischen Militärbezirks ernannt. Seit September 1940 war er stellvertretender Stabschef des Westlichen Sondermilitärbezirks und dabei für Organisations- und Mobilisierungsfragen zuständig.

### Im Zweiten Weltkrieg
Am 5. Mai 1941 wurde Petruschewski als Brigadekommandeur zum Generalstabschef der 13. Armee ernannt, welche ihr Hauptquartier in Mogilew (Westlicher Besonderer Militärbezirk) aufschlug. Mit Ausbruch der Operation Barbarossa wurde das Hauptquartier der 13. Armee nach Molodetschno verlegt. Als Stabschef der 13. Armee nahm Petruschewski an der Kesselschlacht von Bialystok und Minsk teil. Am 25. Juni 1941 wurde das Hauptquartier der 13. Armee von Panzern der deutschen Panzergruppe 3 angegriffen, die am 27. Juni vor Minsk stand. Bereits am 28. Juni musste man Minsk wegen des Anmarsches der deutschen Panzergruppe 2 geräumt werden, wobei das Hauptquartier erneut angegriffen wurde und sich nur mit Mühe nach Osten absetzen konnte. Am 8. Juli 1941 wurde das Hauptquartier der 13. Armee wieder nach Mogilew zurückverlegt, an diesem Tag wurde der Armeekommandeur Generalleutnant P. M. Filatow infolge eines Luftangriffs tödlich verwundet.
Bei der neuen deutschen Offensive, die am 10. Juli mit der Kesselschlacht bei Smolensk begann, wurde das Hauptquartier der 13. Armee erneut angegriffen (Generalleutnant F. N. Remesow wurde dabei verwundet), und der größte Teil der Armee im Raum Mogilew umzingelt. Nach der Bildung der Zentralfront Ende Juli 1941, wurde die 13. Armee Teil dieser Front und nach der Auflösung dieser Formation Teil der Brjansker Front. Während der deutschen Offensive nach Moskau im Oktober 1941 wurde die 13. Armee im Raum Brjansk nochmalig umzingelt, Generalmajor A. M. Gorodnjanski und sein Stabschef führten den Ausbruch und begaben sich nach Kastornoje. Im Winter 1941 beteiligte sich die 13. Armee an der Verteidigung und Rückeroberung von Jelez im Bezirk Lipezk. Für die Leistungen in der Jelezer Operation wurde Petruschewski am 27. Dezember 1941 der Rang des Generalmajors verliehen. Im Sommer 1942 beteiligte sich die 13. Armee an der Woronesch-Woroschilowgrader Operation, Anfang 1943 an der Woronesch-Kastornoje-Operation und im Juli 1943 an der Kursker Schlacht (als Teil der zweiten Formation der Zentralfront). Im September 1943 erreichte die 13. Armee als erster Verband der Roten Armee den Dnjepr, am 25. September 1943 wurde Petruschewski zum Generalleutnant ernannt.
Seit Dezember 1943 befehligte er das 104. Schützenkorps der 40. Armee bei der 2. Ukrainischen Front, mit welcher er an der Korsun-Schewtschenkowsker Operation und der Uman-Botosaner Operation teilnahm und den Übergang am Dnjestr erzwang. Im Frühjahr 1944 erreichte er als eine der ersten Formationen der Roten Armee den Fluss Pruth, seine Truppen errichteten nördlich der Stadt Jassy einen Brückenkopf am rechten Fluss-Ufer. Am 20. August 1944 gingen die Truppen der 2. Ukrainischen Front während der Operation Jassy-Kischinew in die Offensive über. Sein 104. Schützenkorps, das zur 27. Armee versetzt worden war, durchbrach die feindlichen Verteidigungsanlagen nördlich von Jassy. Nachdem das Korps Jassy besetzt hatte, zog es nach Focșani und eroberte die rumänischen Städte Pitești und Râmnicu Sărat. Nachdem die Truppen des 104. Schützenkorps das siebenbürgische Gebirge überwunden hatte, näherte es sich der stark befestigten rumänischen Stadt Turda. In Vorbereitung Erstürmung die Stadt wurde Petruschewski durch eine nahe Granatenexplosion verwundet, verließ seinen Posten aber nicht sofort. Erst nach der Eroberung von Turda verbrachte er mehrere Tage im Hospital. Nach Turda besetzte das Korps auch die Städte Cluj und Oradea und rückte nach mehr als 600 Kilometern durch Rumänien ins mittlere Niederland der Donau vor und operierte dann auf dem Territorium Ungarns. Durch Dekret des Präsidiums des Oberster Sowjet der UdSSR wurde Generalleutnant Petruschewski am 13. September 1944 der Titel Held der Sowjetunion mit der Verleihung des Lenin-Ordens und dem Goldenen Stern (Nr. 2568) geehrt.
Im März 1945 beteiligten sich seine Truppen an Kämpfen an der Abwehr der deutschen Plattenseeoffensive. Im März 1945 wurde er zum Kommandeur der 46. Armee der 2. Ukrainischen Front ernannt und nahm an der Wiener Operation teil. Am 17. März 1945 begann die Offensive der 46. Armee in Richtung Győr. Die Donau-Flottille überquerte den Fluss bei Esztergom und landete Truppen. Am 28. März eroberten die Truppen die Städte Győr und Komorn und säuberten das nördliche Ufer der Donau bis zur Einmündung der March. Die Donau-Flottille transportierte in 5 Tagen mehr als 70.000 Soldaten der 46. Armee auf das Nordufer, die Truppen griffen Wien aus dem Nordosten an, die Kämpfe bis zur Einnahme der Stadt dauerten bis 13. April an. Petruschewski versuchte die Stadt vor der Zerstörung zu bewahren und befahl die Artillerie nur in begrenztem Umfang einzusetzen. Einige Tage später rückte die 46. Armee Anfang Mai 1945 noch während der Prager Operation an die Grenze zur Tschechoslowakei vor, am Ufer der Moldau, in der Region von Budweis endete am 11. Mai 1945 die militärische aktive Zeit des Generalleutnants Petruschewski.

### Nachkriegszeit
Nach dem Krieg befehligte Generalleutnant A. W. Petrushevsky weiterhin die 46. Armee. Von Juni 1946 bis Februar 1947 war er Stabschef des Transkaukasischen Militärbezirks. 1947 wurde er zum Dozenten an der Woroschilower Militärakademie ernannt, aber bereits im selben Jahr wurde er zum Chef-Militärberater der bulgarischen Volksarmee ernannt. Seit 1950 war er stellvertretender Kommandeur und Stabschef des Westsibirischen Militärbezirks. Seit August 1953 war er Militärberater der Volksbefreiungsarmee Chinas und gleichzeitig Militärattache der UdSSR in der Volksrepublik China, am 21. August 1954 erhielt er den militärischen Rang eines Generalobersten. In den Jahren 1957–1959 war er Leiter der Militärakademie der sowjetischen Armee. 1960 trat er in den Ruhestand. Er lebte zuletzt in Moskau und arbeitete im Komitee der Kriegsveteranen. Er starb im Oktober 1976 und wurde auf dem Nowodewitschi-Friedhof beigesetzt.

## Auszeichnungen
Beförderungen
- 27. Dezember 1941: Generalmajor
- 25. September 1943: Generalleutnant
- 21. August 1954: Generaloberst

- Held der Sowjetunion (13. September 1944)
- 3 × Leninorden (17. Mai 1944, 13. September 1944, 21. Februar 1945)
- 5 × Rotbannerorden (27. Dezember 1941; 27. August 1943; 3. November 1944; 20. Juni 1949; 28. Oktober 1967)
- Kutusoworden I. Klasse (28. April 1945)
- 2 × Suworow-Orden II. Klasse (21. April 1943, 15. Januar 1944)
- Orden des Roten Sterns (22. Februar 1941)